# Streere-naprigó
A Streere-naprigó (Liocichla steerii)  a madarak osztályának verébalakúak (Passeriformes) rendjébe és a Leiothrichidae családjába tartozó faj.

## Rendszerezés
A fajt Robert Swinhoe angol biológus írta le 1877-ben.

## Előfordulása
Délkelet-Ázsiában, Tajvan területén honos. A természetes élőhelye a szubtrópusi vagy trópusi hegyi esőerdők és magaslati cserjések, valamint ültetvények. Állandó, nem vonuló faj.

## Megjelenése
Testhossza 17-19 centiméter, átlagos testtömege 32 gramm.

## Életmódja
Rovarokkal táplálkozik, de fogyaszt férgeket, kisebb gyümölcsöket, bogyókat és magokat is.